# Jonathan Urretaviscaya
Jonathan Matías Urretaviscaya da Luz (Montevideo, 19 de marzo de 1990) es un futbolista uruguayo que juega de extremo en el Juventud de Las Piedras de la Primera División de Uruguay.

## Trayectoria
Surgió de las divisiones inferiores del River Plate de Uruguay y en 2007 debutó en el primer equipo. Con pocos partidos disputados en Primera división fue fichado por el Benfica de Portugal. El 5 de enero de 2010 llegó cedido a Peñarol donde permaneció seis meses y fue campeón uruguayo. Con Gastón Ramírez fueron los extremos del carbonero y de los mejores del campeonato. Después fue cedido al Deportivo de La Coruña, con opción de compra de 15 millones de euros. Tras una primera vuelta en la que no dispuso de minutos debido a una lesión, en enero de 2011 volvió a Peñarol en calidad de cedido y alcanzó la final de la Copa Libertadores 2011 con el equipo.
El 31 de agosto de 2011 fue cedido a préstamo al Vitória de Guimarães por la temporada 2011/12.

## Selección nacional juvenil
Ha sido internacional con la selección sub-20 de Uruguay en el Campeonato Sudamericano Sub-20 de 2009 disputado en Venezuela y en la Copa Mundial de Fútbol Sub-20 de 2009 disputada en Egipto, en la que convirtió dos goles, uno contra Uzbekistán y otro contra Brasil.
El 9 de julio de 2012 fue incluido por Óscar Washington Tabárez en la lista de jugadores que participaron del torneo masculino de fútbol en las Olimpiadas de Londres 2012.

## Selección nacional
El 3 de marzo de 2017, Jonathan, fue incluido en la lista de la convocatoria de la Selección Uruguaya para la doble fecha de las Eliminatorias Sudamericanas para Rusia 2018 en las que se jugará con Brasil y Perú.
En su debut contra Perú, fue expulsado por una polémica mano, partido que perdieron 2-1 en Lima.
Hasta el momento ha disputado 4 encuentros, convirtiendo una asistencia.

### Participación en la selección sub-20
| Competencia                            | Sede      | Resultado        | Partidos | Goles |
| -------------------------------------- | --------- | ---------------- | -------- | ----- |
| Campeonato Sudamericano Sub-20 de 2009 | Venezuela | Tercer lugar     | 10       | 3     |
| Copa Mundial Juvenil de 2009           | Egipto    | Octavos de final | 3        | 2     |

### Participación en Juegos Olímpicos
| Juegos Olímpicos | Sede        | Resultado      | Partidos | Goles |
| ---------------- | ----------- | -------------- | -------- | ----- |
| Londres 2012     | Reino Unido | Fase de grupos | 3        | 0     |

### Participación en Copa del Mundo
| Mundial              | Sede  | Resultado        | Partidos | Goles |
| -------------------- | ----- | ---------------- | -------- | ----- |
| Copa Mundial de 2018 | Rusia | Cuartos de final | 1        | 0     |

## Clubes
| Club                    | País     | Año           | Partidos | Goles |
| ----------------------- | -------- | ------------- | -------- | ----- |
| River Plate             | Uruguay  | 2007-2008     | 15       | 9     |
| Benfica                 | Portugal | 2008-2009     | 18       | 1     |
| Peñarol                 | Uruguay  | 2010          | 17       | 4     |
| Deportivo de La Coruña  | España   | 2010          | 6        | 0     |
| Peñarol                 | Uruguay  | 2011          | 14       | 3     |
| Vitória Guimarães       | Portugal | 2011-2012     | 14       | 2     |
| Benfica "B"             | Portugal | 2012-2013     | 4        | 2     |
| Benfica                 | Portugal | 2012-2013     | 8        | 1     |
| Benfica "B"             | Portugal | 2013-2014     | 23       | 2     |
| Paços de Ferreira       | Portugal | 2014          | 14       | 6     |
| Peñarol                 | Uruguay  | 2015          | 14       | 7     |
| Pachuca                 | México   | 2015-2017     | 101      | 19    |
| Monterrey               | México   | 2018-2019     | 32       | 2     |
| Peñarol                 | Uruguay  | 2020          | 14       | 10    |
| Rentistas               | Uruguay  | 2021          | 32       | 4     |
| River Plate             | Uruguay  | 2022          | 37       | 1     |
| Boston River            | Uruguay  | 2023          | 21       | 1     |
| Racing                  | Uruguay  | 2023-2024     | 46       | 2     |
| Juventud de Las Piedras | Uruguay  | 2025-presente |          |       |

## Palmarés

### Títulos nacionales
| Título                | Club         | País     | Año     |
| --------------------- | ------------ | -------- | ------- |
| Primeira Liga         | SL Benfica   | Portugal | 2009-10 |
| Copa de Portugal      | SL Benfica   | Portugal | 2010    |
| Torneo Clausura       | Peñarol      | Uruguay  | 2010    |
| Campeonato Uruguayo   | Peñarol      | Uruguay  | 2010    |
| Copa de la Liga       | SL Benfica   | Portugal | 2014    |
| Copa de Portugal      | SL Benfica   | Portugal | 2014    |
| Supercopa de Portugal | SL Benfica   | Portugal | 2014    |
| Torneo Clausura       | Peñarol      | Uruguay  | 2015    |
| Liga MX               | Pachuca      | México   | 2016    |
| Liga MX               | CF Monterrey | México   | 2019    |

### Títulos internacionales
| Título                  | Club         | Sede            | Año     |
| ----------------------- | ------------ | --------------- | ------- |
| Concacaf Liga Campeones | CF Pachuca   | Pachuca de Soto | 2016-17 |
| Concacaf Liga Campeones | CF Monterrey | Guadalupe       | 2019    |

### Distinciones individuales
| Distinción                                   | Año  |
| -------------------------------------------- | ---- |
| Balón de Bronce de la Copa Mundial de Clubes | 2017 |